# Солярове масло
Солярове масло — фракція прямої перегонки нафти, яка википає в межах 300—400 °С.

## Застосування
Солярове масло застосовують як моторне паливо для дизелів із середнім числом оборотів (тракторних, судових тощо), а також як мастильно-охолоджуючу рідину при обробці металів різанням і штампуванням, при гартуванні металів, для просочування шкіри, в текстильній промисловості, в коксохімічній промисловості для поглинання бензольних вуглеводнів.
На соляровій олії або газойлі працював дизельний двигун Д-8 гусеничного трактора (розвивав максимальну потужність 55-57,5 к.с.).

## Властивості
Для поглинання бензольних вуглеводнів свіже солярове масло повинне мати такі характеристики:
- густина не більше 890 кг/м3;
- вміст води не більше 0,2%;
- відгон до 350 °C не менше 95%;
- молекулярна маса 230—240;
- початок кипіння не нижче 265 °C.